# Kumaran Asan
Kumaran Asan-(12 avril 1873 - 16 janvier 1924) est un poète indien et un réformateur social de l'État de Kerala. Il était un disciple de Sree Narayanaguru le grand chef spirituel de l'Inde.

## Biographie
Asan est né dans une famille de classe moyenne en 1873 dans le village de Kayikkara dans le district de Thiruvananthapuram, Kerala. Après avoir terminé ses études, il a enseigné à l'école locale. Plus tard, il s'installe à Calcutta pour des études supérieures. Il est retourné au Kerala et passait son temps dans le travail social et de la littérature. Il est mort dans un accident de bateau en 1924.

## Œuvres
Kumaran Asan transformé le contenu et la forme de la poésie Malayalam au premier trimestre du XXe siècle. Il a publié 17 recueils de poèmes.